# Parnasizm

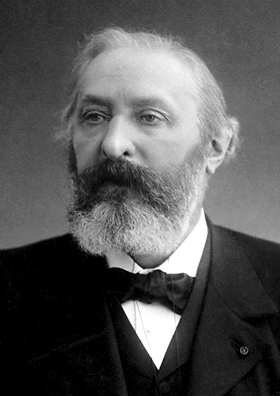
Sully Prudhomme

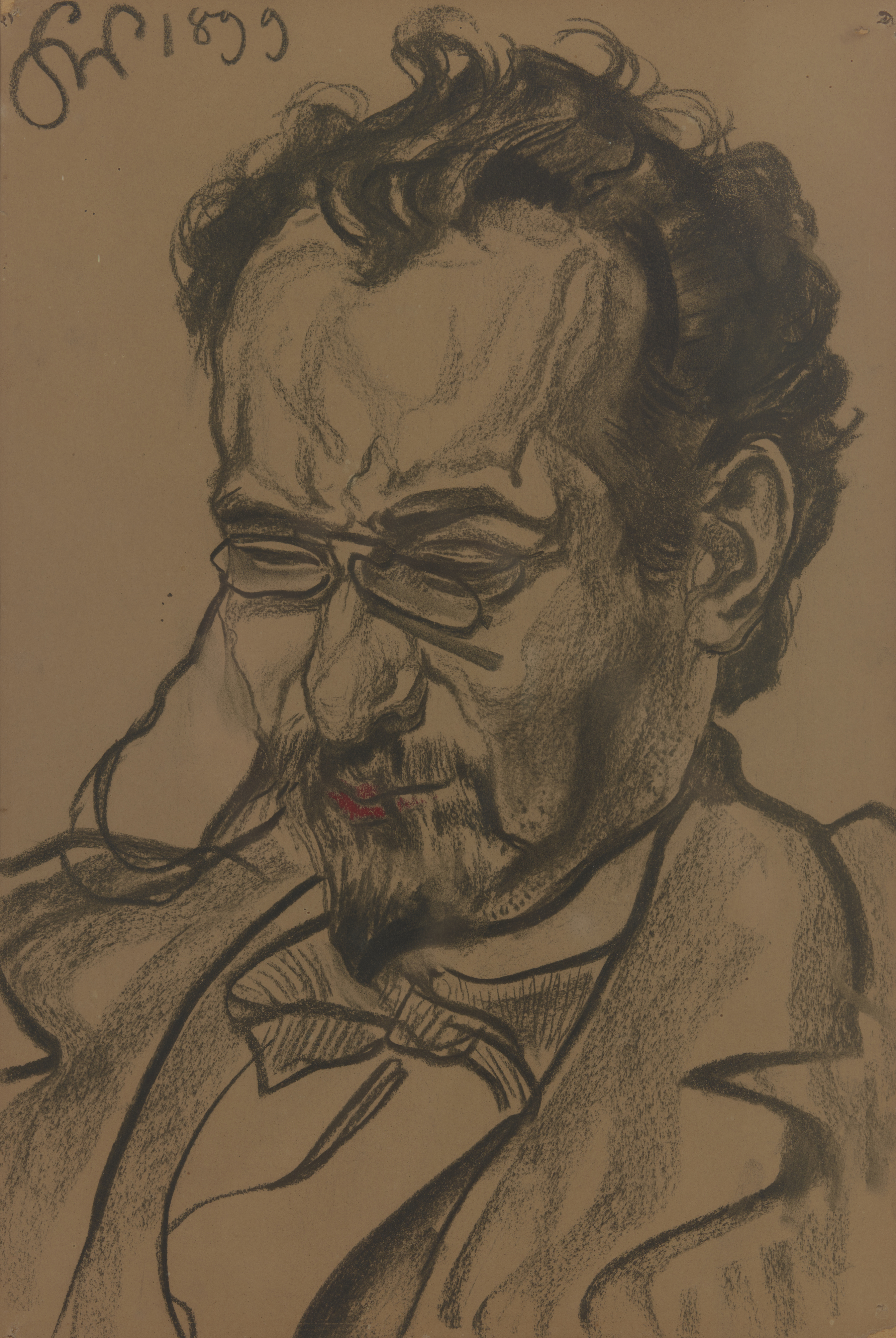
Antoni Lange

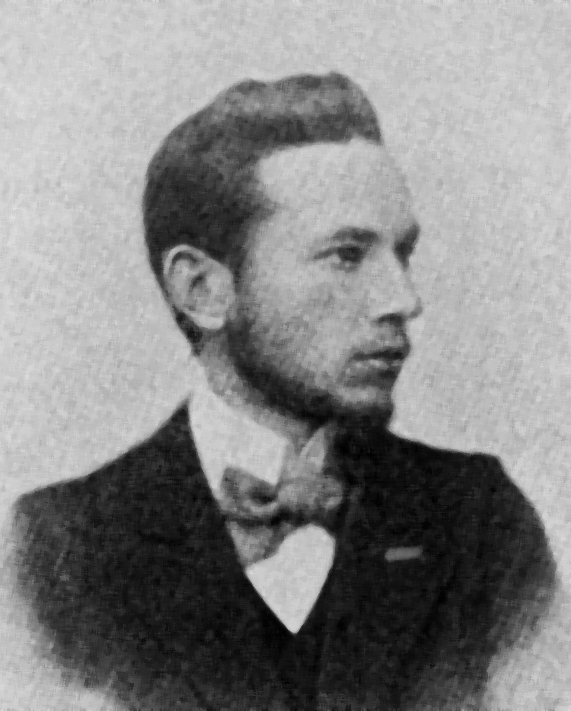
Leopold Staff

Parnasizm, parnasiści – początkowo nazwa grupy poetyckiej spod znaku Charles’a Leconte’a de Lisle’a, później prąd literacki oficjalnie zapoczątkowany we Francji w drugiej połowie XIX wieku, którego korzenie sięgają lat 40. XIX wieku. Parnasizm był głównym nurtem epoki przejściowej między romantyzmem a symbolizmem, oddziałując również na modernizm oraz pokolenie Młodej Polski. Związany jest ze wzorcami klasycznymi, charakteryzuje się dążeniem do doskonałości formalnej, refleksyjno-filozoficznym tonem oraz obiektywizmem.

## Nazwa
Nazwa prądu nawiązuje do Parnasu, pasma górskiego w środkowej Grecji, mitycznej siedziby Apollina i muz. Parnas był dla kultury śródziemnomorskiej świątynią sztuki; w reinterpretacji XIX-wiecznej również symbolem pierwszego zgrupowania poetyckiego. Sam termin sugerował zatem związek parnasistów z klasycyzmem, zamiłowanie do antycznego ładu oraz kult doskonałości formalnej w poezji. Parnasiści często nawiązywali również do obrazów mitologicznych.

## Historia
Za prekursora parnasizmu powszechnie uznaje się Charles’a Baudelaire’a.

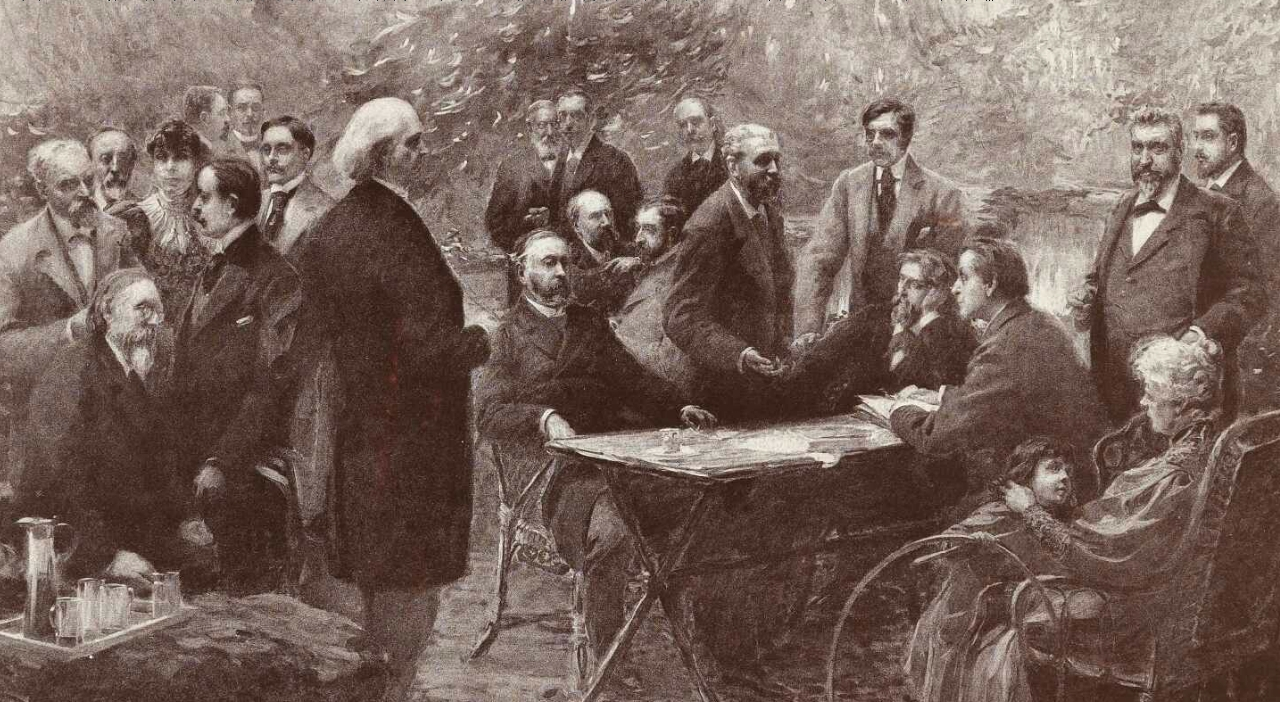
Francuscy parnasiści w 1895; na pierwszym planie po lewej stronie stoi – Leconte de Lisle, po lewej stronie stołu siedzi – Sully Prudhomme, po prawej stronie stołu stoi, w krawacie, autor tego obrazu – Paul Chabas

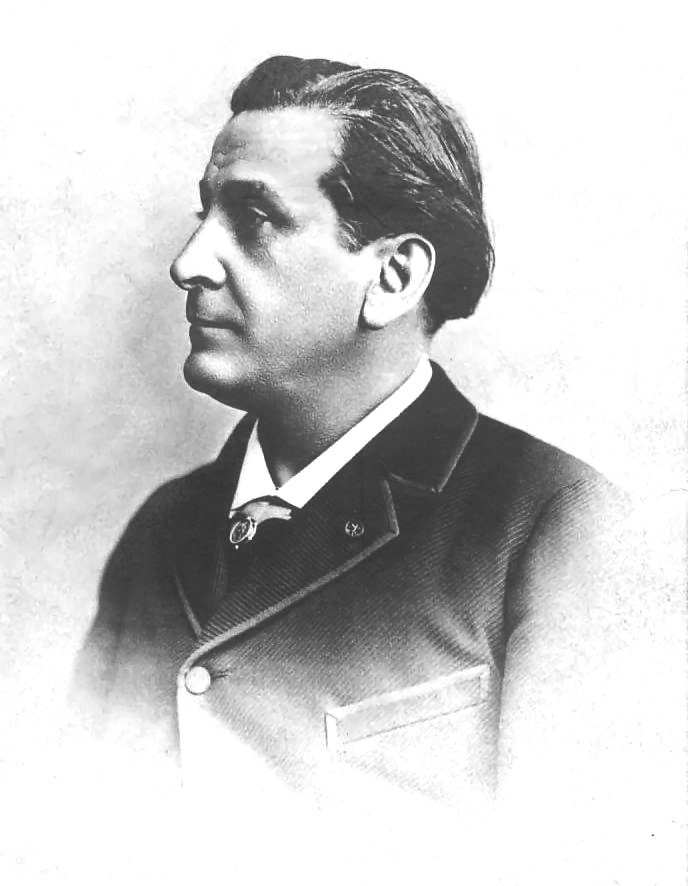
François Coppé

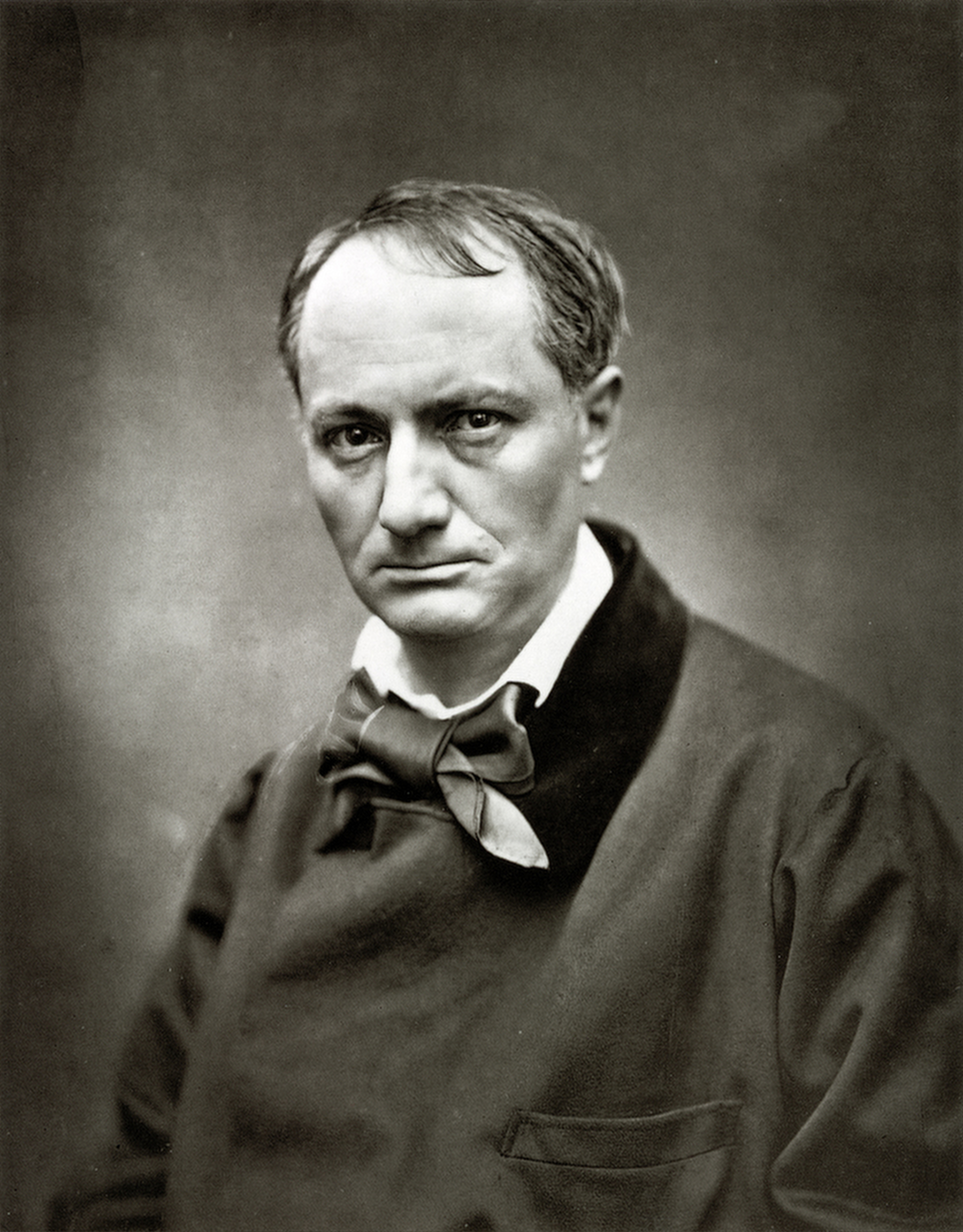
Charles Baudelaire

Od lat 60. zwolennicy parnasizmu skupili się wokół czasopisma Révue Fantaisiste, redagowanego przez Catulle Mendèsa. Nazwa Parnasizm pojawiła się już w 1866 i pochodzi od tytułu wydanej w tym czasie antologii poetyckiej: Parnas współczesny („Le Parnasse contemporain”), dzieła napisanego w trzech tomach (1866, 1871, 1876), w którego skład weszły utwory między innymi: Théophile Gautiera (głosił hasło „sztuka dla sztuki”; sztuka jest celem sama w sobie), Charles’a Marie Leconte’a de Lisle’a (głosił hasło „sztuka czysta”) oraz Théodore de Banville. Innymi współtwórcami ruchu byli m.in. dwaj laureaci Literackiej Nagrody Nobla, Anatole France w początkowej fazie swojej twórczości (tom Złote wiersze) oraz Sully Prudhomme, a także: Stéphane Mallarmé, Paul Verlaine, Léon Dierx, François Coppée i José-María de Heredia.
Szkoła parnasizmu szybko wykroczyła poza granice Francji. Związany z tym nurtem był również brazylijski poeta Olavo Bilac. W Anglii był to: Alfred Tennyson, w Czechach Julius Zeyer, a w Nikaragui Rubén Darío.
Z ruchem przez jakiś czas sympatyzował młody, 15-letni, Arthur Rimbaud. Taki też charakter miały jego słynne sonety wysłane do Banville’a. W 1870 przyszły symbolista napisał do swojego mistrza deklarację: „Ja także będę Parnasistą. Przysięgam, drogi mistrzu, że zawsze wielbić będę boginie, Muzę i Wolność”. Na krótki czas parnasizm działał również na Francisa Jammes’a i Paula-Jeana Touleta.

## Charakterystyka

### Poezja
Poezja francuskich parnasistów wyróżniała się niechęcią do bezpośrednich wyznań, tak lubianych przez romantyków, dążeniem do obiektywnego opisu, poszukiwaniem motywów w kulturach archaicznych i egzotycznych. Postulowała przeciwko funkcjom społecznym poezji (motywy narodowowyzwoleńcze, poezja tyrtejska). Parnasiści kładli nacisk na ukształtowanie formalne tekstu poetyckiego: o dbałość wersyfikacyjną, rymy, idealną rytmizację. Pozwoliło im to w pełni zapanować nad budową utworu. Swoją pracę nad tekstem chętnie porównywali do działań rzemieślnika, który precyzyjnie opracowuje każdy najdrobniejszy fragment dzieła, dbając przy tym o wygląd i odbiór całości. Głównymi ideami parnasistów były:
- reakcja na romantyczną skłonność do intymnych wyznań i „niedbałą formę” poezji romantycznej,
- poezja winna być obiektywistyczna, jednoznaczna, najlepiej opisowa,
- zewnętrzna doskonałość formy jest bardzo ważna, właściwa jest forma harmonijna, symetryczna, nawet kunsztowna,
- język poezji powinien być dopracowany,
- rzeźba, a także inne sztuki plastyczne mogą być źródłem inspiracji dla poezji.

### Proza i dramat
Parnasizm oddziałał także na prozę i dramat, a jego odpowiedniki pojawiły się w literaturach różnych krajów europejskich. W Polsce posługiwano się terminem parnasizmu dość dowolnie, na ogół nadając mu znaczenia oddalone od koncepcji wypracowanej we Francji.

## Parnasizm w Polsce
W Polsce parnasizm wyrósł z innej sytuacji kulturalno-społecznej niż w krajach reszty Europy. Jego korzenie sięgają bowiem problemu dziedzictwa Trzech Wieszczów oraz tradycji romantycznej i pozytywistycznej w kraju pod zaborami. Jak zauważa Jerzy Poradecki, w zniewolonej Polsce „poeta musiał być przede wszystkim Polakiem patriotą, dopiero później człowiekiem”. Dalej w szkicu na temat Antoniego Langego pisze: „trzeba było walczyć na dwie strony – wywalczyć miejsce dla europejskich inspiracji w poezji polskiej, ale jednocześnie przez zbyt śmiałe wprowadzenie nowości nie zerwać ciągłości narodowej tradycji (...) Trudno się dziwić, że popularność zyskiwali pisarze pchający literaturę polską w zaściankowość, lecz za to hałaśliwie szermujący hasłami patriotyzmu”. Parnasizm polski mocniej niż w innych krajach musiał zaakcentować swój sprzeciw wobec społeczno-narodowych obowiązków literatury oraz jej instrumentalnemu traktowaniu. W postawie tej tkwiło również dążenie do uniwersalności i europeizacji hermetycznej dotychczas kultury polskiej oraz wyzwolenie twórcy z pęt obowiązku społecznego na rzecz kultywowania wartości artystycznych. Program taki bezpośrednio uderzał w wielką trójcę romantyczną: Adama Mickiewicza, Juliusza Słowackiego i Zygmunta Krasińskiego, która nadmiernym zaakcentowaniem kwestii patriotycznych zepchnęła polską literaturę w zaściankowość. Najdobitniej wyraził tę postawę Norwid, pisząc:
Klaskaniem mając obrzękłe prawice,

Znudzony pieśnią lud wołał o czyny;

Wzdychały jeszcze dorodne wawrzyny,

Konary swemi wietrząc błyskawice.

Było w ojczyźnie laurowo i ciemno

I już ni miejsca dawano ni godzin –

Gdy Boży palec zaświtał nade mną,

Nie zdając liczby z rzeczy, które czyni,

Żyć mi rozkazał w żywota pustyni!
Z grona parnasistów wybijał się wspomniany już Antoni Lange, którego program poetycki nie odrzucał znaczenia tradycji, lecz głosił jej twórcze kontynuowanie w duchu uniwersalizmu; to tłumaczy znajdujące się w jego dorobku wiersze społeczno-patriotyczne, historiozoficzne, a nawet reinterpretujące wielkich romantyków.
Za prekursora oraz mentora parnasizmu w Polsce uznaje się Cypriana Kamila Norwida, zaś za naczelnego przywódcę tego nurtu, w czasie gdy był on już w pełni ukształtowany i oficjalny, Felicjana Faleńskiego.
W Polsce poeci polscy sięgnęli po wzorce parnasistowskie na przełomie lat 80. i 90. XIX stulecia. Rozwój tego nurtu przypadł na epokę pozytywizmu. Elementy tej poetyki widoczne są również w twórczości poetów Młodej Polski, między innymi: Zenona Przesmyckiego, Antoniego Langego, Wacława Rolicz-Liedera, Kazimierza Przerwy-Tetmajera oraz Leopolda Staffa. W swoich strofach utrwalili nie tylko schyłkowe nastroje epoki, ale też klasyczne piękno i egzotyczne pejzaże, będące głównymi tematami utworów parnasistowskich. Pod koniec wieku uwidoczniły się szczególne zainteresowania poetów formą sonetu, strukturą trudną do opanowania, ale pozwalającą wykazać się poetyckim mistrzostwem słowa, oraz dziełami sztuki, które stawały się inspiracjami dla licznych realizacji poetyckich.